# Пам'ятки Новгородківського району
У Новгородківському районі Кіровоградської області на обліку перебуває 2 пам'ятки архітектури та 39 пам'яток історії.

## Пам'ятки архітектури
| № пп | Найменування пам’ятки | Датування | Місцезнаходження пам’ятки           | Охорон. номер |
| ---- | --------------------- | --------- | ----------------------------------- | ------------- |
| 1.   | Будинок СПТУ N36      | к.19 ст.  | смт Новгорода, вул. Криворізька, 44 | 210-Кв        |
| 2.   | Агрономічна школа     | 1906 р.   | с. Спасове                          | 354-Кв        |

## Пам'ятки історії
| № пп | Охорон. номер        | Найменування пам’ятки | Місцезнаходження пам’ятки                                       | Епоха                  | Значення | Рішення              |
| ---- | -------------------- | --- | --------------------------------------------------------------- | ---------------------- | -------- | -------------------- |
| 1    | 1278                 | Пам'ятник трудової слави — трактор «Універсал» | смт Новгородка, вул. Криворізька                                | 1932 р.                | місцева  | № 149 від 10.05.1988 |
| 2    | 428 428/1 428/2      | Братська могила радянських воїнів та пам'ятний знак воїнам-землякам, серед похованих Герой Радянського Союзу Авер'янов. Поховано 220 воїнів                             | смт Новгородка, вул. Центральна                                 | 1944 р.                | місцева  | № 404 від 17.09.1969 |
| 3    | 2273                 | Братська могила радянського воїна і мирного жителя. Поховано 2 чол. | смт Новгородка, вул. Миру, 6                                    | 1944 р.                | місцева  | № 104 від 15.04.1991 |
| 4    | 1144                 | Пам'ятний знак на честь заснування селища | смт Новгородка, вул. Квітнева                                   | 1944 р.                | місцева  | № 281 від 16.05.1985 |
| 5    | 429                  | Братська могила радянських воїнів. Поховано 391 воїн | смт Новгородка, вул. Шевченка                                   | 1944 р.                | місцева  | № 404 від 17.09.1969 |
| 6    | 2274                 | Братська могила учасників громадянської війни. Поховано 11 чол. | смт Новгородка, вул. Незалежна                                  | 1918 −1921 рр.         | місцева  | № 104 від 15.04.1991 |
| 7    | 431                  | Братська могила радянських воїнів. Поховано 868 воїнів | смт Новгородка, вул. Незалежна                                  | 1944 р.                | місцева  | № 404 від 17.09.1969 |
| 8    | 432                  | Братська могила радянських воїнів. Поховано 562 воїни | с. Білозерне, Куцівська с/р, біля Будинку культури              | 1944 р.                | місцева  | № 404 від 17.09.1969 |
| 9    | 433                  | Братська могила радянських воїнів. Поховано 380 воїнів | Велика Чечеліївка, Новгородківська с/р, біля дитячого садка     | 1944 р.                | місцева  | № 404 від 17.09.1969 |
| 10   | 434 434/1- 434/4     | Братська могила учасників громадянської війни, братська могила радянських воїнів, могила Стрепетова Г. М. Бєляєва О. П. — Героїв Радянського Союзу. Поховано 517 воїнів | с. Верблюжка, Верблюзька с/р, вул. Беляєва                      | 1918 −1921 рр. 1943 р. | місцева  | № 404 від 17.09.1969 |
| 11   | 435                  | Братська могила радянських воїнів. Поховано 191 воїн | с. Верблюжка, Верблюзька с/р, біля МПП «Надія»                  | 1943 р.                | місцева  | № 404 від 17.09.1969 |
| 12   | 436                  | Братська могила радянських воїнів. Поховано 265 воїнів | с. Верблюжка, Верблюзька с/р, вул. Фрунзе                       | 1944 р.                | місцева  | № 404 від 17.09.1969 |
| 13   | 2275 2275/1- 2275/3  | Могила невідомих радянських воїнів | с. Верблюжка, Верблюзька с/р, вул. Беляєва, кладовище           | 1943 р.                | місцева  | № 104 від 15.04.1991 |
| 14   | 2276                 | Могила Котенка О. З. — радянського воїна | с. Верблюжка, Верблюзька с/р, вул. Бєляєва, кладовище           | 1943 р.                | місцева  | № 104 від 15.04.1991 |
| 15   | 2277 2277/1 — 2277/2 | Індивідуальні могили Павленка О. М., Григора І. М. — радянських воїнів                                                                                                  | с. Верблюжка, Верблюзька с/р, вул. Калініна, кладовище          | 1943 р.                | місцева  | № 104 від 15.04.1991 |
| 16   | 2278                 | Братська могила радянських воїнів. Поховано 3 воїни | с. Верблюжка, Верблюзька с/р, вул. Леніна, кладовище            | 1943 р.                | місцева  | № 104 від 15.04.1991 |
| 17   | 2279 2279/1 — 2279/3 | Могила невідомих радянських воїнів | с. Верблюжка, Верблюзька с/р, вул. Петровського, кладовище      | 1943 р.                | місцева  | № 104 від 15.04.1991 |
| 18   | 2280                 | Могила Питенюка Д. О. — радянського воїна | с. Верблюжка, Верблюзька с/р, вул. Пролетарська, кладовище      | 1943 р.                | місцева  | № 104 від 15.04.1991 |
| 19   | 2281                 | Могила Шепеля І. Ф. — радянського воїна | с. Верблюжка, Верблюзька с/р, вул. Пролетарська, кладовище      | 1943 р.                | місцева  | № 104 від 15.04.1991 |
| 20   | 2282                 | Братська могила радянських воїнів. Поховано 3 чол. | с. Верблюжка, Верблюзька с/р, вул. Пролетарська, кладовище      | 1943 р.                | місцева  | № 104 від 15.04.1991 |
| 21   | 437                  | Братська могила радянських воїнів. Поховано 503 воїни | с. Верблюжка, Верблюзька с/р, вул. Скопенка                     | 1943 р.                | місцева  | № 404 від 17.09.1969 |
| 22   | 438                  | Братська могила радянських воїнів. Поховано 614 воїнів | с. Вершино-Кам'янка, Вершино-Кам'янська с/р, біля школи         | 1943 р.                | місцева  | № 404 від 17.09.1969 |
| 23   | 439                  | Братська могила радянських воїнів. Поховано 65 воїнів | с. Дубівка, Петрокорбівська с/р, біля клубу                     | 1943 р.                | місцева  | № 404 від 17.09.1969 |
| 24   | 440                  | Братська могила радянських воїнів. Поховано 192 воїни | с. Інгуло-Кам'янка, Інгуло-Кам'янська с/р, західна околиця села | 1943 р.                | місцева  | № 404 від 17.09.1969 |
| 25   | 441                  | Братська могила учасників громадянської війни. Кількість похованих невідома                                                                                             | с. Куцівка, Куцівська с/р, біля з/станції                       | 1921 р.                | місцева  | № 404 від 17.09.1969 |
| 26   | 442                  | Братська могила радянських воїнів. Поховано 731 воїн | с. Митрофанівна, Митрофанівська с/р, біля Будинку культури      | 1943 р.                | місцева  | № 404 від 17.09.1969 |
| 27   | 1145                 | Пам'ятний знак воїнам-землякам | с. Митрофанівна, Митрофанівська с/р, центр села                 | 1941 −1945 рр.         | місцева  | № 281 від 16.05.1985 |
| 28   | 444                  | Братська могила радянських воїнів. Поховано 599 воїнів | с. Новоандріївка, Новоандріївська с/р, біля школи               | 1943 р.                | місцева  | № 404 від 17.09.1969 |
| 29   | 445                  | Братська могила радянських воїнів. Поховано 149 воїнів | с. Новомиколаївка, Новомиколаївська с/р, біля клубу             | 1944 р.                | місцева  | № 404 від 17.09.1969 |
| 30   | 2283                 | Могила радянського воїна | с. Новомиколаївка, Новомиколаївська с/р, кладовище              | 1944 р.                | місцева  | № 104 від 15.04.1991 |
| 31   | 2284                 | Братська могила радянських воїнів. Поховано 13 воїнів | с. Ольгівка, Тарасівська с/р, кладовище                         | 1944 р.                | місцева  | № 104 від 15.04.1991 |
| 32   | 2285                 | Могила Коваленка М. М. — радянського воїна | с. Ольгівка, Тарасівська с/р, кладовище                         | 1944 р.                | місцева  | № 104 від 15.04.1991 |
| 33   | 2286                 | Могила Зам'ятіна — радянського воїна | с. Ольгівка, Тарасівська с/р, кладовище                         | 1944 р.                | місцева  | № 104 від 15.04.1991 |
| 34   | 446 446/1 — 446/2    | Братська могила радянських воїнів та пам'ятний знак воїнам-землякам. Поховано 122 воїни                                                                                 | с. Петрокорбівка, Петрокорбівська с/р, біля клубу               | 1943 р.                | місцева  | № 404 від 17.09.1969 |
| 35   | 2287                 | Братська могила радянських воїнів. Поховано 4 воїни | с. Перше Травня, Новоандріївська с/р, кладовище                 | 1943 р.                | місцева  | № 104 від 15.04.1991 |
| 36   | 447                  | Братська могила радянських воїнів та пам'ятний знак воїнам-землякам. Поховано 239 воїнів                                                                                | с. Рибчино, Новоандріївська с/р, біля Будинку культури          | 1943 р.                | місцева  | № 404 від 17.09.1969 |
| 37   | 2288                 | Могила радянського воїна | с. Рибчино, Новоандріївська с/р, садиба Д. В. Козенко           | 1943 р.                | місцева  | № 104 від 15.04.1991 |
| 38   | 448                  | Братська могила радянських воїнів. Поховано 125 воїнів | с. Спасово, Спасівська с/р, біля школи                          | 1943 р.                | місцева  | № 404 від 17.09.1969 |
| 39   | 449 449/1 449/2      | Братська могила радянських воїнів та пам'ятний знак воїнам-землякам. Поховано 155 воїнів                                                                                | с. Тарасівка, Тарасівська с/р, центр села                       | 1944 р. 1941 −1945 рр. | місцева  | № 404 від 17.09.1969 |
|      |                      | |                                                                 |                        |          |                      |